# 오스트레일리아 국립박물관
오스트레일리아 국립박물관(영어: National Museum of Australia)은 오스트레일리아 캔버라에 있는 박물관이다. 1980년 오스트레일리아 정부는 오스트레일리아 국립박물관법(National Museum of Australia Act 1980)에 따라 수도 캔버라에 건설하였다.
박물관의 혁신적인 새로운 기술 사용은 특히 지역 사회에서 봉사 활동 프로그래밍에 대한 국제적인 명성을 높이는 데 핵심적인 역할을 해왔다. 2003년부터 2008년까지 박물관은 학생 정치 포럼인 토크백 클래스룸을 주최했다.